# Joseph Pairin Kitingan

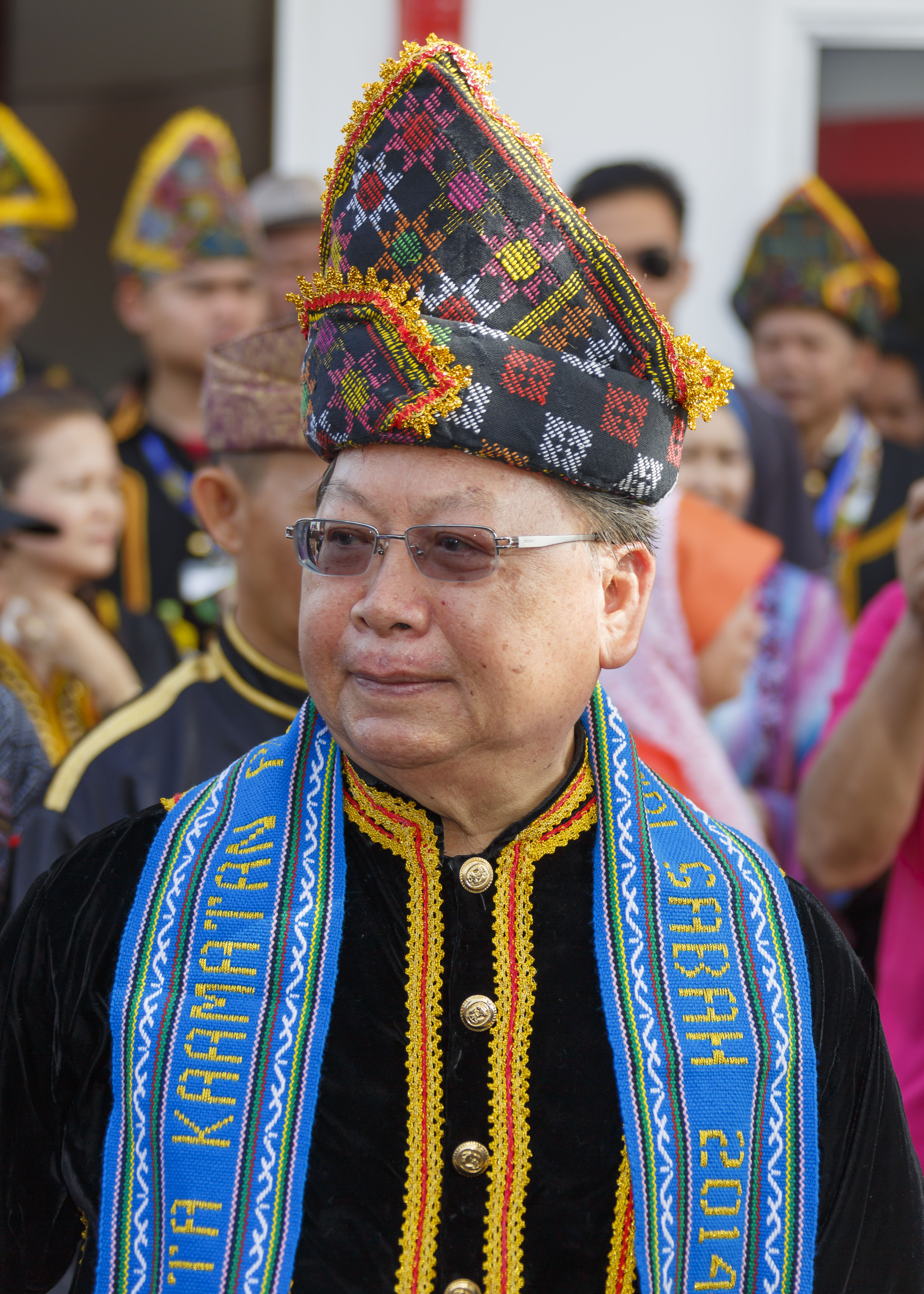
Joseph Pairin Kitingan

Yang Berhomat Tan Sri Datuk Seri Panglima Joseph Pairin Kitingan SPDK, PMN (* 17. August 1940 in Papar) ist ein malaysischer Politiker und war der 7. Ministerpräsident des Bundesstaats Sabah. Er folgte im April 1985 Harris Salleh nach und blieb bis März 1994 im Amt. Seit März 2004 ist er Stellvertreter des Ministerpräsidenten und Minister für Infrastrukturentwicklung in Sabah. Kitingan ist Gründer und Vorsitzender der Partei Parti Bersatu Sabah (PBS).

## Leben
Pairin wurde 1940 in Papar geboren. Er ging in Kota Kinabalu zur La Salle Sekundarschule, einer Schule für Jungen. Er gewann ein aus dem Colombo-Plan finanziertes Stipendium und studierte Jura an der University of Adelaide. Nach Abschluss des Studiums kehrte er nach Sabah zurück und arbeitete zunächst als Anwalt im Justizministerium von Sabah, später als Staatsanwalt. Danach arbeitete er als Anwalt in einer lokalen Anwaltskanzlei.
Joseph Pairin Kitingan ist Katholik und mit Genevieve Lee Chau Ha, einer pensionierten Lehrerin, verheiratet. Ihre beiden Söhne, Alexander und Daniel, sind ausgebildete Rechtsanwälte.
Sein Bruder Jeffrey Gapari Kitingan ist ebenfalls Politiker und früherer Vize-Präsident der Partei Parti Keadilan Rakyat (PKR). Zuvor war er Mitglied der Parti Bersatu Sabah (PBS), Parti Bersatu Rakyat Sabah (PBRS), Parti Angkatan Keadilan Rakyat (AKAR Bersatu), der United Pasokmomogun Kadazandusun Murut Organisation (UPKO) und schließlich – nachdem man ihm den Beitritt zur United Malays National Organisation (UMNO) verwehrt hatte – der Parti Keadilan Rakyat (PKR).

## Politische Karriere
Joseph Pairin begann seine aktive Zeit in der Politik im Jahr 1975. 1976 zog er unter der BERJAYA-Regierung als Kandidat des Wahlkreises Tambunan in die Gesetzgebende Versammlung von Sabah ein. Harris Salleh, Ministerpräsident von 1976 bis 1985, ernannte ihn zum Kabinettsminister. Tambunan ist seit damals die Hochburg von Kitingans Wählerschaft.
Mit der Zeit machte sich bei Joseph Pairin Enttäuschung über die Führung von BERJAYA breit, da er das Gefühl hatte, dass die Partei sich von ihren ursprünglichen Zielen entfernt hatte. Als Folge seiner klaren Positionierung im Kaamatan-Disput wurde er gedrängt, von seinem Ministerposten zurückzutreten. Mitte 1982 trat Pairin aus der Partei aus, blieb aber unabhängiger Abgeordneter des Wahlkreises Tambunan.
Im Dezember 1984 trat er als unabhängiger Kandidat in seinem Wahlkreis Tambunan gegen die regierende Partei an, um sein Mandat zu verteidigen. Sein Führungsanspruch in einem Staat, der offiziell den Islam zur Staatsreligion erklärt hatte, war wegen seines eigenen christlichen Glaubens durchaus umstritten. Seine politischen Gegner indes hatten keine Skrupel, diese sensitive Karte im Wahlkampf auszuspielen. Trotzdem konnte Joseph Pairin sein Mandat mit einer großen Stimmenmehrheit verteidigen.
Im März 1985 gründete Joseph Pairin Kitingan die Partei Parti Bersatu Sabah (PBS), auch als United Sabah Party bezeichnet. Trotz aller Widrigkeiten gelang es ihm, die PBS in letzter Minute als politische Partei zu registrieren und schuf damit die Voraussetzung, gegen die amtierende Regierung bei den Wahlen im April 1985 anzutreten.
Um die Wahl zu gewinnen, hatte sich BERJAYA mit der Partei United Sabah National Organization (USNO) verbündet, aber diese Koalition löste sich als Folge der Unruhen unter den indigenen Stämmen auf. Dadurch bekam PBS die Stimmenmehrheit und Kitingan wurde als siebter Ministerpräsident von Sabah vereidigt. Er blieb von April 1985 bis März 1994 im Amt und führte seine Partei in den vier nachfolgenden Wahlen 1985, 1986, 1990 und 1994 zum Sieg.
Kurz nach dem Wahlsieg von 1994 kam es zum Debakel: nachdem der Gewinner der Wahl verkündet worden war, liefen nahezu alle Abgeordneten der PBS zur gegnerischen Barisan Nasional über. Kitingan wurde die Vereidigung als Ministerpräsident verwehrt und stattdessen wurde Tun Sakaran Dandai von der UMNO als achter Ministerpräsident von Sabah vereidigt.

## Kadazan-Dusun Cultural Association
Pairin bekleidet das Amt des Huguan Siou, des obersten Führers der Kadazan-Dusun. Er ist gleichzeitig Präsident der Kadazan-Dusun Cultural Association (KDCA).

## Auszeichnungen und Ehrungen
Im Rahmen der Feier des 48. Geburtstages des Yang di-Pertuan Agong wurde Kitingan am 5. Juni 2010 mit dem Orden Panglima Mangku Negara (P.M.N.) ausgezeichnet. Die Verleihung beinhaltet das Recht, den Titel Tan Sri zu führen und dem Namen voranzustellen.